# Hällefors damm
Hällefors damm är en sjö i Hultsfreds kommun i Småland och ingår i Emåns huvudavrinningsområde. Sjön har en area på 0,227 kvadratkilometer och ligger 116,5 meter över havet. Sjön avvattnas av vattendraget Silverån (Brusaån).

## Delavrinningsområde
Hällefors damm ingår i det delavrinningsområde (637996-149658) som SMHI kallar för Utloppet av Hällefors Damm. Medelhöjden är 138 meter över havet och ytan är 1,29 kvadratkilometer. Räknas de 27 avrinningsområdena uppströms in blir den ackumulerade arean 522,14 kvadratkilometer. Silverån (Brusaån) som avvattnar avrinningsområdet har biflödesordning 2, vilket innebär att vattnet flödar genom totalt 2 vattendrag innan det når havet efter 124 kilometer. Avrinningsområdet består mestadels av skog (33 procent). Avrinningsområdet har 0,17 kvadratkilometer vattenytor vilket ger det en sjöprocent på 13,4 procent. Bebyggelsen i området täcker en yta av 0,59 kvadratkilometer eller 46 procent av avrinningsområdet.